# Siegen
Siegen je město v německé spolkové zemi Severní Porýní-Vestfálsko. Současně leží také ve vládním obvodu Arnsberg a je správním centrem zemského okresu Siegen-Wittgenstein. Jedná se o jedno z osmi německých velkoměst, které nemá status městského okresu. V červenci 2012 udělilo ministerstvo vnitra spolkové země Severní Porýní-Vestfálsko Siegenu právo užívat označení Univerzitní město Siegen (německy Universitätsstadt Siegen) na obecním dopravním značení.
Siegen se nachází severozápadně od trojmezí spolkových zemí Severního Porýní-Vestfálska, Hesenska a Porýní-Falce a tvoří regionální aglomeraci na jihu Vestfálska. Město je rodištěm významného barokního malíře Petera Paula Rubense.
V současných hranicích je město výsledkem regionální reformy z roku 1975, kdy k němu bylo připojeno několik obcí a Siegen tak poprvé překročil hranici 100 tisíc obyvatel. V roce 2012 žilo v Siegenu přes 103 tisíc obyvatel a město se tak řadí v rámci spolkové země k nejmenším velkoměstům. V centru města žilo ve stejném roce přes 37 tisíc obyvatel.

## Dějiny
V roce 1536 postavil Jindřich Bohatý v budovách, kde kdysi sídlil františkánský klášter, „pedagogium“. To se později rozrostlo do dnešního gymnázia u siegenské Löhrtor (brána). Jan VII. Nasavsko-Siegenský („Jan Prostřední“) postavil na místě starého františkánského kláštera Unteres Schloss („dolní zámek“). V roce 1616 založil Jan VII. rytířskou válečnou školu v dosud stojící staré zbrojnici na Burgstraße, „výslovně k vytvoření důstojnického sboru pro kalvinismus“.
Jeho syn Jan VIII. („Mladší“) se v roce 1612 vrátil k římskokatolické církvi a chtěl přinutit měšťany, aby také konvertovali zpět k římskému katolictví. V roce 1632 dobyli Nasavsko-Siegen Švédové, načež jeho nevlastní bratr Jan Mořic Nasavsko-Siegenský, nizozemský velitel v Brazílii, znovu zavedl protestantismus. Jan VIII. zemřel v roce 1638 a jeho nástupcem se stal jeho jediný syn Johan Frans Desideratus, který musel postoupit část Nasavska-Siegenu (severně od řeky Sieg) protestantské větvi rodu.

## Partnerská města
- Spandau (obvod Berlína), Německo (od roku 1952)
- Katwijk, Nizozemsko (od roku 1963)
- Leeds, Spojené království (od roku 1966)
- Ypry, Belgie (od roku 1967)
- Zakopane, Polsko (od roku 1989)
- Plavno, Sasko, Německo (od roku 1990)